# Shuichi Mase
Shuichi Mase (間瀬 秀一 Mase Shuichi?), född 22 oktober 1973 i Mie prefektur, är en japansk före detta fotbollsspelare och tränare.
Mase har tränat Blaublitz Akita och Ehime FC.